# Руссель, Теофиль
Теофиль Руссель (фр. Jean-Baptiste Victor Théophile Roussel; 28 июля 1816 — 27 сентября 1903) — французский врач, политик и государственный деятель.
В 1849 году был членом законодательного собрания, примкнул к умеренным республиканцам и выступал противником Луи Бонапарта; после 2 декабря 1851 года удалился от политической деятельности. В 1871 году Руссель был избран в депутаты Национального собрания, где стоял за республиканский образ правления; был затем сенатором.

## Труды
- фр. «De la pellagre etc.» (1845),
- фр. «Recherches sur la vie et le pontificat d’Urbain V» (1841),
- фр. «Recherches sur les maladies des ouvriers employés à la fabrication des allumettes chimiques» (1846),
- фр. «Nouveau manuel complet pour la fabrication des allumettes chimiques, du coton et papier-poudre etc.» (1847),
- фр. «Traité de la pellagre et des pseudopellagres» (1866)
- и многие др.